# Karla Reimert
Karla Reimert (* 6. April 1972 in Berlin, bürgerlich: Karla Reimert Montasser) ist eine deutsche Schriftstellerin. 

## Leben und Werk
Karla Reimert studierte Germanistik, Anglistik und Allgemeine und Vergleichende Literaturwissenschaften an der Technischen Universität zu Berlin. Ihre Gedichte wurden in Zeitschriften und Anthologien in Deutschland, Polen, Schweiz, Weißrussland und Dänemark veröffentlicht. Zusammen mit Jan Böttcher, Alexander Gumz, Daniela Seel und Uljana Wolf bildet sie die Redaktion "kookread" des Texttonlabels Kook. Sie ist Leiterin von Werkstätten und Creative-Writing-Kursen. Seit 2018 ist sie verantwortlich für den Bereich Poetische Bildung am Haus für Poesie Berlin. Sie ist hza-zertifizierte Trainerin und Ausbilderin in der Erwachsenenbildung. Mit ihrer Familie lebt Reimert in Berlin-Prenzlauer Berg.

## Einzeltitel
- Kafka für Eilige Aufbau Tb; Berlin, Auflage: 1., Aufl. (2003), ISBN 3-7466-2019-8
- Picknick mit schwarzen Bienen kookbooks Berlin, 2014, ISBN 978-3-937445-62-5

## Anthologien und Literaturzeitschriften (Auswahl)
Versnetze 2; Jahrbuch der Lyrik 2009. Hrsg. von Christoph Buchwald und Uljana Wolf Fischer (S.), Frankfurt; Auflage: 1 (4. März 2009); Literaturzeitschriften: Die Außenseite des Elementes; Edit; intendenzen; WIR; der POET; Forum: www.forum-der-13.de.

## Auszeichnungen
- 1998 Würth-Literaturpreis[2]
- 1998 Finale 5. open mike.
- 2001 Zeilen-Umbruch-Preis der Berliner Stadtbibliotheken.
- 2001, 2002, 2003 Auswahl zum „LiteraturvorOrt“-Preis Prenzlauer Berg, Berlin.
- 2001 BMW-Preisträgerin des Wettbewerbes „Lokal-Global“ der Stadt Steyr, Österreich.
- 2002 Preisträgerin des Autorinnenforums Rheinsbergs zum Thema „Cargo Europa“ ("Containergeschichten" – Begründung der Jury: Karla Reimert erzählt Geschichten von einem Containerschiff. Das Projekt, das Tretjakow einmal "Biographie des Dings" genannt hat, findet hier eine originelle Fortsetzung mit literarischen Mitteln. Wir finden es bemerkenswert, dass der Text nicht dem Muster einer traurigen Migrationsgeschichte folgt, sondern die Autorin sprachlich und konzeptionell einen eigenen Weg gegangen ist. Kristin Schulz: "Man folgt der Erzählerin gern in ihren eigenwillig bizarren Gedankengängen und staunend in jeden Winkel des Schiffsalltags.")
- 2003 Auswahl zum Irseer Pegasus, Auswahl Frau Ava Preis
- 2004 Preisträgerin des Essaywettbewerbes der japanischen Botschaften, Tokio
- 2006 Jury Potenza Film Festival, Italien.
- 2010 Stipendium Künstlerhaus Lukas
- 2014 Auszeichnung Lyrikdebüt des Jahres, Literaturwerkstatt Berlin
- 2015 Finalistin beim POLLY-Preis für politische Lyrik
- 2015 Finalistin beim Lyrikpreis München